# Маргарита Фландрская
Маргарита Фландрская (1251 — 3 июля 1285) — герцогиня Брабанта.

## Жизнь
Маргарита Фландрская была дочерью Ги де Дампьера и его супруги Матильды де Бетюн. В 1273 году она вышла замуж за Жана, герцога Брабанта (1253 — 3 мая 1294), чья первая жена Маргарита Французская умерла в родах. Их детьми были:
- Готфрид (Жоффруа) (ок. 1273/1274 — после 13 сентября 1283)
- Жан II Тихий (27 сентября 1275 — 27 октября 1312), герцог Брабанта и Лимбурга с 1294
- Маргарита (4 октября 1276 — 14 декабря 1311); муж: с 9 июня 1292 Генрих VII Люксембургский (2 июля 1274 — 24 августа 1313), граф Люксембурга с 1288, король Германии с 1309, император Священной Римской империи с 1312
- Мария (ок. 1277/1285 — после 2 ноября 1338); муж: с ок. 1297/1304 Амадей V Великий (ок. 1253 — 16 октября 1323), граф Савойи

Считается, что если бы Маргарита Фландрская не вышла замуж за Бургундца, то английский король Эдвард ІІІ искал бы этого союза для одного из своих сыновей, что приблизило бы англичан к воротам Парижа.
Маргарита умерла в 1285 году в возрасте около 34-х лет.